# Andreï Zazroïev
Andreï Ivanovitch Zazroïev ou Zazroshvili (russe : Андрей Иванович Зазроев (Зазрошвили)) (né le 21 octobre 1925 à Tbilissi en URSS et mort le 10 octobre 1986 en Russie) est un joueur et entraîneur de football soviétique (géorgien).
Il est surtout connu pour avoir terminé meilleur buteur du championnat d'URSS lors de la saison 1952 avec 11 buts.

## Palmarès

### En tant que joueur
Dynamo Kiev
- Vainqueur de la Coupe d'Union soviétique en 1954.

### En tant qu'entraîneur
Spartak Ordjonikidzé
- Championnat d'Union soviétique de deuxième division en 1969.

## Statistiques
| Saison                | Club                   | Championnat           | Championnat | Championnat | Coupe(s) nationale(s) | Coupe(s) nationale(s) | Total | Total |
| Saison                | Club                   | Division              | M.          | B.          | M.                    | B.                    | M.    | B.    |
| 1946                  | Krylia Sovetov Molotov | D2                    | 20          | 9           | -                     | -                     | 20    | 9     |
| 1947                  | Krylia Sovetov Molotov | D2                    | 17          | 13          | 1                     | 0                     | 18    | 13    |
| 1947                  | Dinamo Soukhoumi       | -                     | 20          | 9           | -                     | -                     | 20    | 9     |
| Sous-total            | Sous-total             | Sous-total            | 57          | 31          | 1                     | 0                     | 58    | 31    |
| 1948                  | Dinamo Tbilissi        | D1                    | 19          | 9           | 2                     | 0                     | 21    | 9     |
| 1949                  | Dinamo Tbilissi        | D1                    | 32          | 19          | 3                     | 1                     | 35    | 20    |
| 1950                  | Dinamo Tbilissi        | D1                    | 3           | 0           | -                     | -                     | 3     | 0     |
| 1951                  | Dinamo Tbilissi        | D1                    | 12          | 3           | 2                     | 2                     | 14    | 5     |
| Sous-total            | Sous-total             | Sous-total            | 66          | 31          | 7                     | 3                     | 73    | 34    |
| 1952                  | Dynamo Kiev            | D1                    | 12          | 11          | -                     | -                     | 12    | 11    |
| 1953                  | Dynamo Kiev            | D1                    | 21          | 6           | 1                     | 0                     | 22    | 6     |
| 1954                  | Dynamo Kiev            | D1                    | 20          | 5           | 5                     | 4                     | 25    | 9     |
| 1955                  | Dynamo Kiev            | D1                    | 20          | 6           | 1                     | 0                     | 21    | 6     |
| Sous-total            | Sous-total             | Sous-total            | 73          | 28          | 7                     | 4                     | 80    | 32    |
| 1956                  | Dinamo Tbilissi        | D1                    | 14          | 5           | -                     | -                     | 14    | 5     |
| 1957                  | Dinamo Tbilissi        | D1                    | 3           | 0           | 1                     | 0                     | 4     | 0     |
| Sous-total            | Sous-total             | Sous-total            | 17          | 5           | 1                     | 0                     | 18    | 5     |
| Total sur la carrière | Total sur la carrière  | Total sur la carrière | 213         | 95          | 16                    | 7                     | 229   | 102   |